# Gynacantha corbeti
Gynacantha corbeti là loài chuồn chuồn trong họ Aeshnidae. Loài này được Lempert miêu tả khoa học đầu tiên năm 1999.